# Dexoris nigricollis
Dexoris nigricollis is een keversoort uit de familie netschildkevers (Lycidae). De wetenschappelijke naam van de soort werd in 1988 gepubliceerd door Ladislav Bocák & Bocáková.